# Nienke Veenhoven
Nienke Veenhoven, née le 20 mars 2004 à Oostzaan, est une coureuse cycliste professionnelle néerlandaise. Elle participe à la fois à des compétitions sur piste et sur route.

## Biographie
Nienke Veenhoven court ses années juniors avec l'équipe NXTG-Racing, dirigée par Servais Knaven. Elle s'illustre lors de sa 2e année, en remportant Gand-Wevelgem juniors et le classement par points du Tour du Gévaudan Occitanie.
Elle signe alors pour la saison 2023, et les deux suivantes, auprès de la formation World Tour néerlandaise Jumbo-Visma.
En juillet 2025, elle remporte sa première victoire élite, lors de la 2e étape du Baloise Ladies Tour.

## Palmarès sur route

### Par années
- 2022
  - Gand-Wevelgem juniors
  - 3e du championnat des Pays-Bas sur route juniors
- 2024
  - 3e de la 5e étape du Simac Ladies Tour
  - 3e de l'Egmont Cycling Race
- 2025
  - 2e étape du Baloise Ladies Tour
  - 2e de l'Omloop der Kempen Ladies
  - 3e du Trofee Maarten Wynants
  - 3e du championnat des Pays-Bas sur route
  - 5e du Copenhagen Sprint
  - 6e de la Classic Bruges-La Panne

### Classements mondiaux
| Année                                 | 2023 | 2024 |
| ------------------------------------- | ---- | ---- |
| Classement UCI                        | 792e | 109e |
| UCI World Tour                        | nc   | 114e |
|                                       |      |      |
| Légende : nc = non classéSource : UCI |      |      |

## Palmarès sur piste

### Championnats du monde
| Édition / Épreuve       | Américaine                         |
| Le Caire 2021 (juniors) | Bronze (avec Yuli van der Molen)   |
| Tel-Aviv 2022 (juniors) | Bronze (avec Babette van der Wolf) |

### Championnats d'Europe
| Édition / Épreuve       | Américaine                       | Scratch |
| Apeldoorn 2021 (junior) | Bronze (avec Yuli van der Molen) |         |
| Tel-Aviv 2022 (junior)  | Or (avec Babette van der Wolf)   |         |
| Cottbus 2024 (espoirs)  |                                  | Argent  |